# سلطنة الواحدي في بالحاف
سلطنة الواحدي في بالحاف هي إحدى كيانات محمية عدن البريطانية. انضمت لاحقاً لاتحاد إمارات الجنوب العربي الذي خلفه اتحاد الجنوب العربي عام 1963.
كانت تعرف سابقاً باسم الواحدي وعاصمتها مدينة بلحاف وتقع في غرب حضرموت وشملت مدينة عزان الداخلية (سابقا سلطنة مستقلة اسمها سلطنة الواحدي في عزان). ألغيت السلطنة عام 1967 عند إستحداث محافظة شبوة في جمهورية اليمن الديمقراطية الشعبية التي هي الآن جزء من الجمهورية اليمنية.
تتبع بلحاف محافظة شبوة, وتقع على بعد 150 كم من المكلا عاصمة حضرموت, و130 كم من عتق عاصمة شبوة. ظلت بلحاف منطقة معزولة عن الكثير من الخدمات وحتى الأساسية منها، ولكن بعد مشروع إنشاء الشركة اليمنية للغاز الطبيعي المسال أصبحت ذات أهمية كبرى حيث دخلتها خدمات الاتصالات والمدارس, ولم تعد مقطونة بالصيادين فقط. تتميز بلحاف بساحل هادئ الأمواج نسبياً وبتضاريس بركانية وصحراوية. توجد بها بعض الفوهات البركانية الميتة تشتهر إحداها بوجود كمية من المياة محبوسة داخلها الأمر الذي صنع منها بحيرة صغيرة.